# Hambre de realidad
Hambre de realidad: un manifiesto ( en inglés: Reality Hunger: A Manifesto ) es un libro de ensayo del escritor estadounidense David Shields, publicado originalmente por la editorial Knopf el 23 de febrero de 2010. El libro está escrito en un estilo de collage, mezclando citas del autor con otras de múltiples fuentes y épocas. El manifiesto está dirigido a aumentar el compromiso del arte con la realidad contemporánea a través de la exploración de géneros híbridos como la poesía en prosa y el collage literario. En Vanity Fair, la periodista Elissa Schappell habló del libro como "un llamamiento al rearme ideológico para que todos los artistas rechacen las leyes que rigen la apropiación, borren los límites entre ficción y no ficción y den lugar a una estética moderna para un nuevo siglo". 

## Estructura
El libro cuenta con 618 pasajes breves numerados, divididos en veintiséis capítulos. Aproximadamente tres pasajes por página, donde la mitad de las palabras provienen de fuentes distintas al autor. Por esa razón, la editorial Random House creyó conveniente citar en un apéndice a letra pequeña los autores y obras aludidos, a pesar de la oposición de Shields, que lo creía un efecto desorientador.

## Temas principales
El título "Hambre de realidad" proviene de la idea de Shields de que la gente de hoy, viviendo en una cultura cada vez más fragmentada, está experimentando un creciente "hambre" de dosis de la vida real inyectadas en el arte que experimentan. Según su argumento, los géneros tradicionales, como la ficción realista, no reflejan adecuadamente la realidad vivida porque han permanecido en gran medida sin cambios desde su desarrollo temprano, y por lo tanto están obsesionados con los acontecimientos actuales porque la sociedad rara vez experimenta alguno.
El papel del plagio en el arte constituye también un tema importante del libro. Shields sostiene que el plagio es algo en lo que los artistas siempre han participado, y que sólo recientemente el acto ha adquirido el estigma que tiene, debido en gran parte a la globalización, los cambios en la legislación sobre los derechos de autor y la cultura que los rodea, con empresas de derechos de autor cada vez más perfeccionadas en la defensa de la originalidad. En lugar de evitar la apropiación mayoritaria, Shields la alienta, afirmando que "el arte basado en la realidad secuestra su material y no se disculpa". En apoyo de este argumento, el autor incluye un capítulo sobre el hip-hop y el rap o trap, que, además de examinar otras facetas del género, discute el uso del género de DJing, muestreo y remixing.
Shields también discute la distinción entre memorias y ficción, una distinción que es en su mayoría imaginaria. Debido a que los escritores de ficción implementan una gran cantidad de material directamente de sus vidas, y debido a que los autores de memorias deben confiar en recuerdos que no necesariamente reflejan la verdad de lo que ocurrió, parecería absurdo mantener a los dos tipos de escritores en estándares diferentes. "Todo lo procesado por la memoria es ficción", escribe Shields, indicando que cualquier cosa escrita por un escritor que supuestamente hace memorias ya ha sido necesariamente ficcionalizada; por lo tanto, determinar si ciertos eventos en el libro realmente sucedieron o no, no es la manera correcta de determinar el valor del libro. El escándalo que rodea A Million Little Pieces, de James Frey, se trata en gran medida en un capítulo, ya que Shields argumenta que el error de Frey no estaba en sus llamadas memorias, sino en disculparse por ello. "No estoy decepcionado porque Frey sea un mentiroso, sino porque no sea mejor", escribe Shields. "Debería haber dicho: 'Todo el que escribe sobre sí mismo es un mentiroso. Creé a una persona más mala, más divertida, más llena de vida de lo que fui'. . . en cambio, apareció para su latigazo". 
Shields también subraya la importancia de trabajar y crear sobre nuevas formas artísticas, enfatizando en particular que los límites del género (a lo que se refiere como una "prisión de seguridad mínima") deben ser constantemente superados y rotos. Un capítulo entero está dedicado al collage (un género o "antígenero" del que la propia Hambre de realidad es explícitamente miembro), que Shields elogia como "una evolución más allá de la narrativa"  porque no refuerza ideas falsas sobre el mundo como la inevitabilidad de la resolución que la narrativa tradicional hace: "La historia parece decir que todo sucede por una razón y quiero decir no, no lo hace". 

## Recepción
Las críticas de Reality Hunger fueron generalmente favorables. Poco después de su lanzamiento, Chuck Klosterman tuiteó que "puede ser el libro más intenso y acelerador de pensamiento de los últimos 10 años". Luc Sante escribió en la revista New York Times Book Review que el libro "aborda con urgencia y concisión los asuntos que han estado en el aire, han acumulado implacablemente impulso y han estado esperando a que alguien los une. . . . [El libro de Shields] probablemente anuncia lo que serán los modos dominantes en los años y décadas venideros". 
El libro también provocó una cantidad sustancial de controversias, la mayoría de las cuales se centraron en las afirmaciones de Shields sobre la muerte de la novela y su defensa del plagio artístico. James Wood fue uno de los críticos más destacados del libro, describiéndolo en su reseña en The New Yorker como "altamente problemático" en su "promoción sin examinar de lo que insiste en llamar "realidad" sobre la narrativa".